# Massimiliano Fedriga
Massimiliano Fedriga (ur. 2 lipca 1980 w Weronie) – włoski polityk i konsultant, parlamentarzysta, od 2018 prezydent Friuli-Wenecji Julijskiej.

## Życiorys
Wychował się w Trieście. Ukończył studia z komunikacji na tamtejszym uniwersytecie, na tej uczelni uzyskał magisterium z zarządzania i analizy w komunikacji. Pracował jako konsultant i dyrektor artystyczny w branży marketingowej, a także analityk w branży internetowej. W 1995 zaangażował się w działalność w ramach Ligi Północnej, został członkiem regionalnych i krajowych władz partii. W 2003 został sekretarzem LN w prowincji Triest, a w 2014 – we Friuli-Wenecji Julijskiej. 
W 2008, 2013 i 2018 uzyskiwał mandat posła do Izby Deputowanych XIV, XV i XVI kadencji, był przewodniczącym frakcji partyjnej. W 2011 ubiegał się o fotel burmistrza Triestu (otrzymał 6,3% głosów, uzyskał też mandat w radzie miejskiej). W marcu 2018 otrzymał rekomendację grupy ugrupowań centroprawicowych na prezydenta Friuli-Wenecji Julijskiej. Objął to stanowisko 3 maja 2018, rezygnując z mandatu poselskiego.
Od 2013 żonaty z Eleną, ma dwoje dzieci.